# Замок Килдрамми
Замок Килдрамми (англ. Kildrummy) находится в области Абердиншир в Шотландии.